# Катунь 24
«Катунь 24» — цілодобовий інформаційний телеканал в Алтайському краї, заснований адміністрацією регіону. Спеціалізується на висвітленні крайової тематики, а також тематиці Сибірського федерального округу і Росії.
Редакція телеканалу знаходиться в Барнаулі. У великих містах і райцентрах Алтайського краю розташовані корпункти з власними кореспондентами. Входить в структуру видавничого дому «Регіон».

## Історія
До середини 2000-х років відбулося звуження місцевого телепростору через зменшення часу мовлення ВГТРК, а також через ліквідацію декількох телекомпаній, які віщали в Барнаулі і передмісті на третій кнопці, що і спонукало адміністрацію Алтайського краю заснувати телеканал «Катунь 24» .
1 травня 2009 року було запущено тестове мовлення каналу «Катунь 24», де цілодобово транслювалася заставка. Цілодобове мовлення телеканалу розпочалося 25 травня 2009 року за підтримки адміністрації Алтайського краю і губернатора Олександра Карліна.
Особливість телеканалу — прямі трансляції, які проводяться за допомогою єдиної в краї пересувної телевізійної станції (ПТС). Перший раз «Катунь-24» видала в прямий ефір трансляцію домашнього футбольного матчу барнаульского «Динамо», що відбувся 7 травня 2009 року. На матчі працювали відразу чотири камери.
До 2011 року канал був виключно новинним, пізніше в сітці мовлення з'явилися різні художні і документальні фільми, телесеріали, ток-шоу, розважальні та аналітичні програми, концерти і спортивні трансляції.
У серпні 2013 року директором видавничого дому «Регіон», в який входить телеканал «Катунь 24», була призначена журналістка ДТРК «Алтай» Ольга Пашаєва . Після її приходу в штаті і ефірній сітці телеканалу відбулися зміни. Телеканал покинув головний редактор Роман Воронін, його заступник Тетяна Звягінцева, кілька шеф-редакторів і журналістів. Ранкова розважальна програма «Новий день», що пішла в літню відпустку була закрита, пізніше перестали виходити програми власного виробництва «Їжа поруч» і «Alteрнатіва».
Посада головного редактора телеканалу кілька місяців залишалася вакантною, начальником інформаційного мовлення став Володимир Токмаков, який раніше вів рубрику «Друкарський формат». Разом з тим, новий директор стала ініціатором появи нових програм. По суботах стала виходити розважальна програма «Сімейна рада», робити який були запрошені журналісти газети «Алтайська правда» Сергій та Наталя Теплякова. Крім того, на телеканалі було запущена суспільно-політична програма «Ваша партія» (ведучі — журналіст Артем Кудінов і політолог Михайло Литвинов); історична програма Анатолія Муравльов «Невідомий Алтай», а також щотижнева передача про моду «Стильно кажучи» з Ксенією Островської. У 2013—2014 роках в ефірі виходила щоденна історична рубрика «День в історії» з Михайлом Беднаржевскім.
У червні 2014 року барнаульское брендингові агентство Punk You Brands розробило для телеканалу «Катунь 24» пакет корпоративної айдентики. У телеканалу змінилися логотип, телевізійні заставки програм і випусків новин, оформлення студії, а також візуальна частина сайту.
У березні 2016 року сибірське відділення Transparency International повідомило про «освоєнні бюджету» керівництвом телеканалу «Катунь 24» із залученням афілійованих осіб і родичів: центр антикорупційних ініціатив опублікував велику доповідь про те, як і скільки витрачають влади Алтайського краю на піар-підтримку губернатора Олександра Карліна.
У листопаді 2017 року телеканал увійшов до числа фіналістів регіональної премії «ТЕФІ» в номінації «Дизайн», проте головний приз не завоювали.

## Зона покриття

### Алтайський край
Міста — Алейськ, Барнаул, Белокуриха, Бійськ, Гірник, Заринск, Камінь-на-Обі, Новоалтайськ, Рубцовськ, Ярове, Славгород.
Райони: Алтайський, Благовіщенський, Єльцовське, Баєвський, Бійський, Бурлінскій, Бистроістокскій, Волчихинському, Зав'яловське, Залесовскій, Заринськ, Змеиногорский, Каменський, Ключевський, Косіхінскій, Красногорський, Краснощековский, Кулундинской, Курьінского, Китмановскій, Мамонтовский, Михайлівський, Новічіхінскій, Павловський, Панкрушіхінскій, Поспеліхінскій, Ребріхінскій, Рубцовский, Славгородський, Солонешенскій, Солтонскій, Тогульскій, Третьяковській, Тюменцевскій, Угловський, Усть-Чаришське, Хабарскій, Цілинний, Чаришське, Шелаболіхінскі, Шіпуновскій.
Особливість телеканалу — прямі трансляції, які проводяться за допомогою єдиної в Алтайському краї пересувної телевізійної станції (ПТС). Перша пряма трансляція телеканалу «Катунь-24» відбулася 7 травня 2009 року — це була трансляція домашнього футбольного матчу барнаульской команди «Динамо». На трансляції працювали відразу чотири камери.
Пересувна телестудія телеканалу «Катунь 24» на площі Рад, Барнаул. Підготовка до прямої трансляції параду 9 травня 2013 року Оператор телеканалу «Катунь 24», Антон Червяков, за роботою Кореспондент Дарина Масалова перед прямим включенням Оператор телеканалу «Катунь 24», Андрій Леонтьєв, під час прямої трансляції

## Програми
Мовлення телеканалу — складається з придбаного контенту і власного. Програми власного виробництва діляться на інформаційні та тематичні. В інформаційному блоці виходять шість оригінальних випусків новин в добу в будні дні, а також підсумкова програма новин по суботах. Випуски новин, що виходять у прайм-тайм, субтитруються.
До 2011 року телеканал був виключно новинним, пізніше в сітці мовлення з'явилися різні художні і документальні фільми, телесеріали, ток-шоу, розважальні та аналітичні програми, концерти.
Особливістю телеканалу є випуски новин, що інформують населення про регіональну порядку і найбільш актуальні події, що відбуваються в Алтайському краї. У різний час провідними були: Ольга Штополь, Ірина Тумбарцева, Микола Тихонов, Олена Лопатіна, Ксенія Шубіна, Дарина Масалова, Андрій Захаров, Антон Киселенко, Дар'я Шадріна, Марія Корчова, Павло Корнєєв, Володимир Токмаков.
На початок 2015 року редакція телеканалу «Катунь 24» створює більше 30 власних телепрограм.
| Назва                                        | Провідні ведучі                                                                                        | Опис | |
| Інтерв'ю дня                                 | Володимир Токмаков, Ольга Штополь, Микола Тихонов, Ірина Тумбарцева, Павло Корнєєв, Анастасія Романова | інтерв'ю з відомими персонами політики, культури, мистецтва на суспільно-значущі теми. | |
| День в історії                               | Олена Заздоровних                                                                                      | Ретроспектива дня в історії міста і краю. | |
| Музейна рідкість                             | Олег Штиров                                                                                            | Експонати музейних колекцій Алтайського краю. | |
| Війни                                        | Анастасія Дараган                                                                                      | Спеціальний проект до 9 Травня — біографії алтайських ветеранів ВМВ. | |
| Оперативний штаб                             | Олена Лопатіна                                                                                         | Огляд кримінальних подій за тиждень. | |
| Спортивний клуб                              | Дмитро Гладких                                                                                         | Програма про рекорди, перемоги і поразки алтайських спортсменів. | |
| Правила життя                                | Андрій Захаров                                                                                         | Авторська рубрика-замальовка Андрія Захарова про тих, хто живе поруч з нами. | |
| Бізнес Фьюжн                                 | Юлія Апполонова                                                                                        | Програма про те, як робити ефективний маркетинг (корисні поради, прості і дієві рекомендації успішних компаній).                                                                              | |
| Один день з                                  | Дар'я Масалова                                                                                         | Щотижня у телеглядачів є можливість разом з автором і ведучою програми «Один день з …» Дариною Масалова провести день з цікавою людиною, представником рідкісної професії або відомою особою. | |
| Дачний клуб                                  | Інна Целовальникова                                                                                    | Програма про дачу, садівників, їх успіхи і проблеми. | |
| Ваша партія                                  | Артем Кудінов                                                                                          | Суспільно-політична програма. Щотижня ведучий Артем Кудінов і його гості — експерти обговорюють за «круглим столом» тему, що викликала суспільний резонанс.                                   | |
| Тут була Маша                                | Марія Корчова                                                                                          | Телепроєкт про подорожі по Алтайському краю. | |
| Медіалогія                                   | Володимир Токмаков, Микола Тихонов                                                                     | Інформаційно-аналітична програма. Губернатор А. Б. Карлін відповідає на питання журналістів ЗМІ міста та краю.                                                                                | |
| Зустрічі з губернатором                      | Ольга Пашаєва                                                                                          | Інформаційно-аналітична програма. Губернатор А. Б. Карлін підводить підсумки роботи крайової влади за місяць.                                                                                 | |
| Акценти з Лоор                               | Анна Якушева                                                                                           | Інформаційно-аналітична програма. Голова крайового заксобранія І. І. Лоор підводить підсумки роботи сесії АКЗС за місяць.                                                                     | |
| Край в особах                                | Анатолій Корчуганов                                                                                    | Краєзнавча програма про людей, що створюють культурно-історичне середовище міста і краю. | |
| Невідомий Алтай                              | Анатолій Муравльов                                                                                     | Краєзнавча програма. | |
| Новини. Підсумки                             | Микола Тихонов, Ірина Тумбарцева, Володимир Токмаков                                                   | Найбільш помітні і важливі події, що відбулися за поточний тиждень в місті і краї. | |
| Час культури                                 | Анастасія Романова                                                                                     | Огляд культурних подій за тиждень. | |
| Хлібний край                                 | Римма Мініна                                                                                           | Програма про досягнення агропромислового комплексу Алтайського краю. | |
| Полювання та рибальство. Алтайський щоденник | В'ячеслав Киричук                                                                                      | Програма про цікавий і захоплюючий світ полювання і риболовлі в Алтайському краї. | |
| Ранковий канал                               | Олена Хорошавцева                                                                                      | «Готуємо смачний сніданок і вас до хорошого дня» | Щодня в програмі новий рецепт простого, але смачного сніданку від шеф-кухаря і провідною Олени Хорошавцева. |
| Ваше питання                                 | Ольга Штополь                                                                                          | Програма, в якій обговорюються теми, що викликають суспільний резонанс. Фахівці різних сфер діяльності в прямому ефірі відповідають на запитання телеглядачів.                                | |

## Мовлення
Згідно з ліцензією на здійснення телевізійного мовлення (ТБ № 21913 від 21.07.2014) загальний обсяг власних програм в тиждень становить — 168 годин: Схема мовлення каналу «Катунь-24» в Алтайському краї.
64 % — інформаційний контент (новини та програми власного виробництва);
35 % — тематичний і покупної контент;
1 % — аналітичний контент власного виробництва.
Поширення сигналу телеканалу відбувається чотирма основними способами: аналогове мовлення;
ефірне мовлення на НТВ в середу та неділю (в ці дні тижня назва каналу: НТВ-Спектр)
кабельні мережі;
супутникове мовлення (в пакетах Телекарта, Триколор-ТВ);
інтернет-мовлення (www.katun24.ru).

## Засновники та редакція
Вхід до будівлі редакції телеканалу (КБУ ВД РЕГІОН)
Засновник — Управління з питань преси та інформації адміністрації Алтайського краю.
У серпні 2013 року директором ВД «Регіон» призначена Ольга Пашаєва. З цього моменту команда телеканалу майже повністю оновилася 2 рази: в 2013 році, коли пішла частина співробітників, які працювали з моменту заснування каналу, і до 2017 року, коли звільнилися ряд провідних фахівців технічних відділів, інформаційної служби і провідні. Посада головного редактора займали: Наталія Сичова, Оксана Кравчук. З осені 2015 головний редактор — Максим Милосердов. Восени 2017 року в.о. головного редактора стала Ольга Штополь.